# وليامز براون
وليامز براون (بالإنجليزية: Godfrey Brown)‏ (و. 1915 – 1995 م) هو عداء المسافات المتوسطة، وعداء سريع بريطاني، ولد في بنغال، شارك في الألعاب الأولمبية الصيفية 1936، توفي في ساسكس، عن عمر يناهز 80 عاماً.

## التعليم
تعلم في Warwick School ‏.

## روابط خارجية
- وليامز براون على موقع أوليمبيديا (الإنجليزية)